# Răzvan Greu
Răzvan Greu (sinh ngày 16 tháng 3 năm 1995) là một cầu thủ bóng đá người România thi đấu ở vị trí tiền vệ cho Universitatea Cluj.